# Julian Majcherczyk
Julian Majcherczyk (ur. 1 stycznia 1908 w Zawierciu, zm. 20 stycznia 1998 w Paryżu) – polski pisarz.

## Życiorys
Urodził się w Zawierciu w wielodzietnej rodzinie robotniczej. Mieszkał w kamienicy przy ul. Ogrodowej. W Wilnie ukończył seminarium nauczycielskie, następnie pracował jako nauczyciel na Kresach Wschodnich. W 1933 roku został delegowany przez Ministerstwo Spraw Zagranicznych do Francji, gdzie uczył polskich emigrantów. Za powieść Światła wśród nocy otrzymał I nagrodę „Kuriera Porannego” w konkursie na powieść współczesną. W 1937 roku został przez Polską Akademię Literatury za popularyzację polskiej literatury odznaczony Srebrnym Wawrzynem Akademickim.

## Utwory
- Światła wśród nocy (1934)
- Krople nadziei (1943)
- A pozdrówcie tam Polskę ode mnie (1945)
- Mali ludzie rosną (1946)
- Księżycowa eskapada (1947)
- Emigranci (1960)
- Hej kolęda, kolęda… (1966)
- Droga do wolności (1978)
- Płaczące wierzby (1983)
- Za waszą i naszą wolność (1988)
- Echa znad Sekwany (1994)
- Świat mojej przygody (1996)

## Upamiętnienie
W 2016 roku został patronem jednej z ulic Zawiercia.